# Plättar

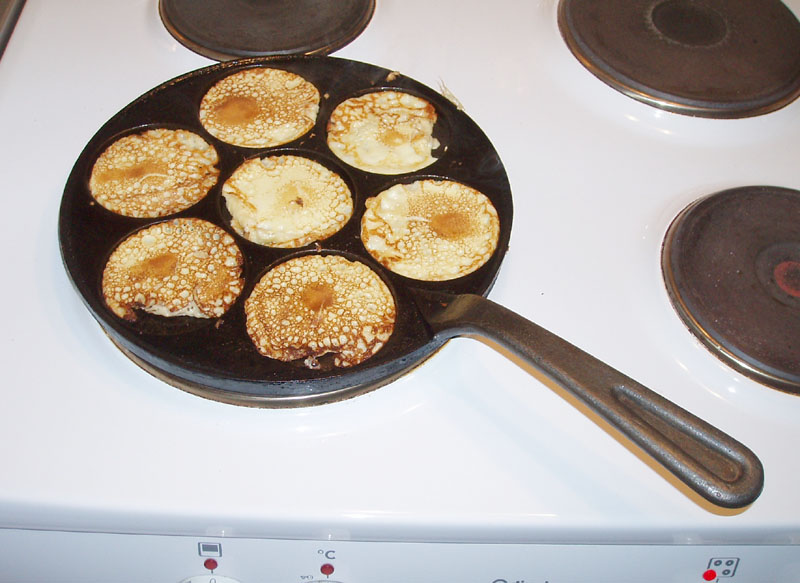
Plättar som gräddas i en plättlagg av gjutjärn.

Plättar är en maträtt som består av små, vanligen runda, pannkakor som gräddas i stekpanna eller i en särskild plättlagg. Standardingredienser är mjöl, ägg och mjölk. Plättar serveras vanligen med pannkakstillbehör. Färdiggräddade plättar kan köpas i matvaruaffärer.
I delar av Småland, Skåne, Blekinge, Norrbotten, Västerbotten och Finland kallas alla typer av pannkakor eller plättar som gräddas på spisen för plättar, oavsett hur stora de är. De mindre kallas där ofta småplättar för att särskilja dem från de stekpannsstora.
Plättar är historiskt en festligare form av pannkaka med dyrare ingredienser som till exempel grädde, därför gjordes de mindre. I modern tid görs plättar emellertid ofta på samma smet som pannkakor.

## Varianter
Det förekommer även plättvarianter, exempelvis potatisplättar och blodplättar. Plättar bakade med bovetemjöl brukar kallas blinier.

## Idiom
I svenska språket förekommer ordet i idiomet lätt som en plätt, vilket innebär att något är mycket lätt att utföra.